# Diestota funebris
Diestota funebris är en skalbaggsart som beskrevs av Sharp 1883. Diestota funebris ingår i släktet Diestota och familjen kortvingar. Inga underarter finns listade i Catalogue of Life.